# Nghệ thuật Romanesque

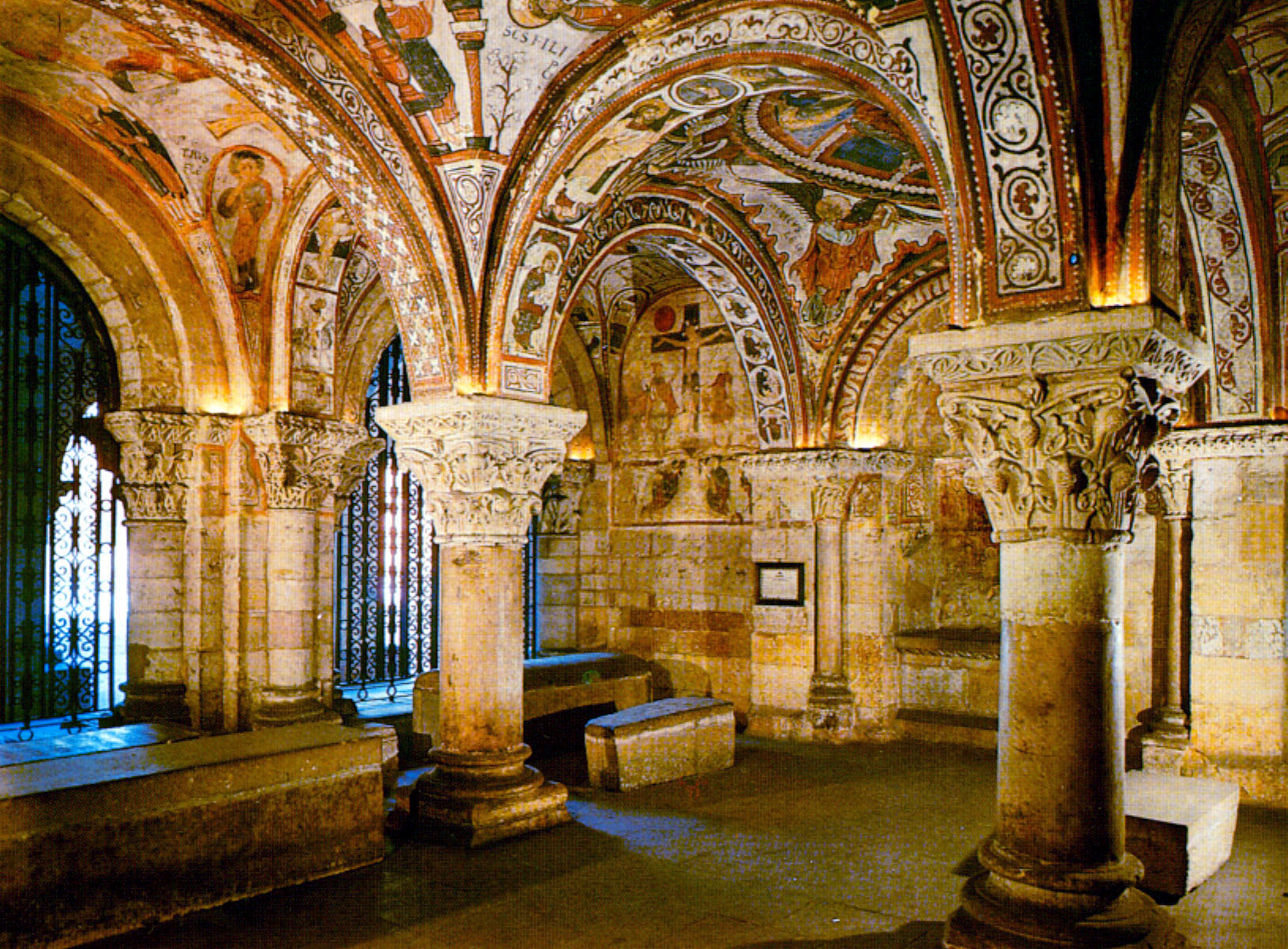
Hầm mộ được vẽ tranh minh họa của San Isidoro tại León, Tây Ban Nha

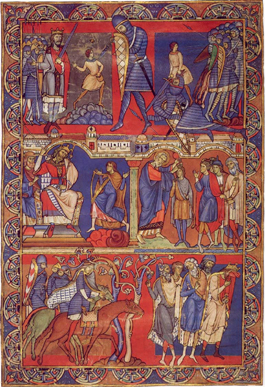
"Lá Morgan", tách ra từ Kinh thánh Winchester năm 1160−75. Cảnh trong cuộc đời của David.

Nghệ thuật Romanesque là nghệ thuật của châu Âu từ khoảng năm 1000 cho đến sự phát triển của phong cách kiến trúc Gothic trong thế kỷ 12, hoặc muộn hơn, tùy thuộc vào khu vực. Thời kỳ trước được gọi là thời kỳ tiền La Mã. Thuật ngữ này được phát minh bởi các nhà sử học nghệ thuật thế kỷ 19, đặc biệt là kiến trúc Romanesque, vẫn giữ được nhiều đặc điểm cơ bản của phong cách kiến trúc La Mã - đáng chú ý nhất là vòm đầu tròn, nhưng cũng có vòm thùng, mai, và trang trí lá cây - nhưng cũng đã phát triển nhiều đặc điểm rất khác nhau. Ở miền Nam nước Pháp, Tây Ban Nha và Ý có sự tiếp nối về kiến trúc với thời kỳ hậu Cổ đại, nhưng phong cách La Mã là phong cách đầu tiên lan rộng ra toàn bộ châu Âu theo Công giáo, từ Sicily đến Scandinavia. Nghệ thuật La Mã cũng chịu ảnh hưởng rất lớn từ nghệ thuật Byzantine, đặc biệt là trong hội họa và bởi năng lượng phản cổ điển của việc trang trí nghệ thuật Hiberno-Saxon của Quần đảo Anh. Từ những yếu tố này đã tạo ra một phong cách rất sáng tạo và mạch lạc.

## Đặc trưng
Bên ngoài kiến trúc La Mã, nghệ thuật của thời kỳ được đặc trưng bởi một phong cách mạnh mẽ trong cả điêu khắc và hội họa. Sau này tiếp tục theo mô hình biểu tượng Byzantine về cơ bản cho các chủ đề phổ biến nhất trong các nhà thờ, vẫn là Christ in Majesty, Phán xét cuối cùng và cảnh trong Cuộc sống của Giêsu. Trong các bản thảo được minh họa, người ta thấy nhiều sự độc đáo hơn, vì những cảnh mới cần được miêu tả. Các bản thảo được trang trí xa hoa nhất thời kỳ này là kinh thánh và thánh vịnh. Tính nguyên bản tương tự được áp dụng cho thủ đô của các cột: thường được khắc với các cảnh hoàn chỉnh với một số hình. Cây thánh giá bằng gỗ lớn là một sáng tạo của Đức vào đầu thời kỳ này, cũng như những bức tượng đứng tự do của Madonna đã lên ngôi. Kiến trúc dùng bệ đỡ cao là kiểu điêu khắc thống trị của thời kỳ này. 

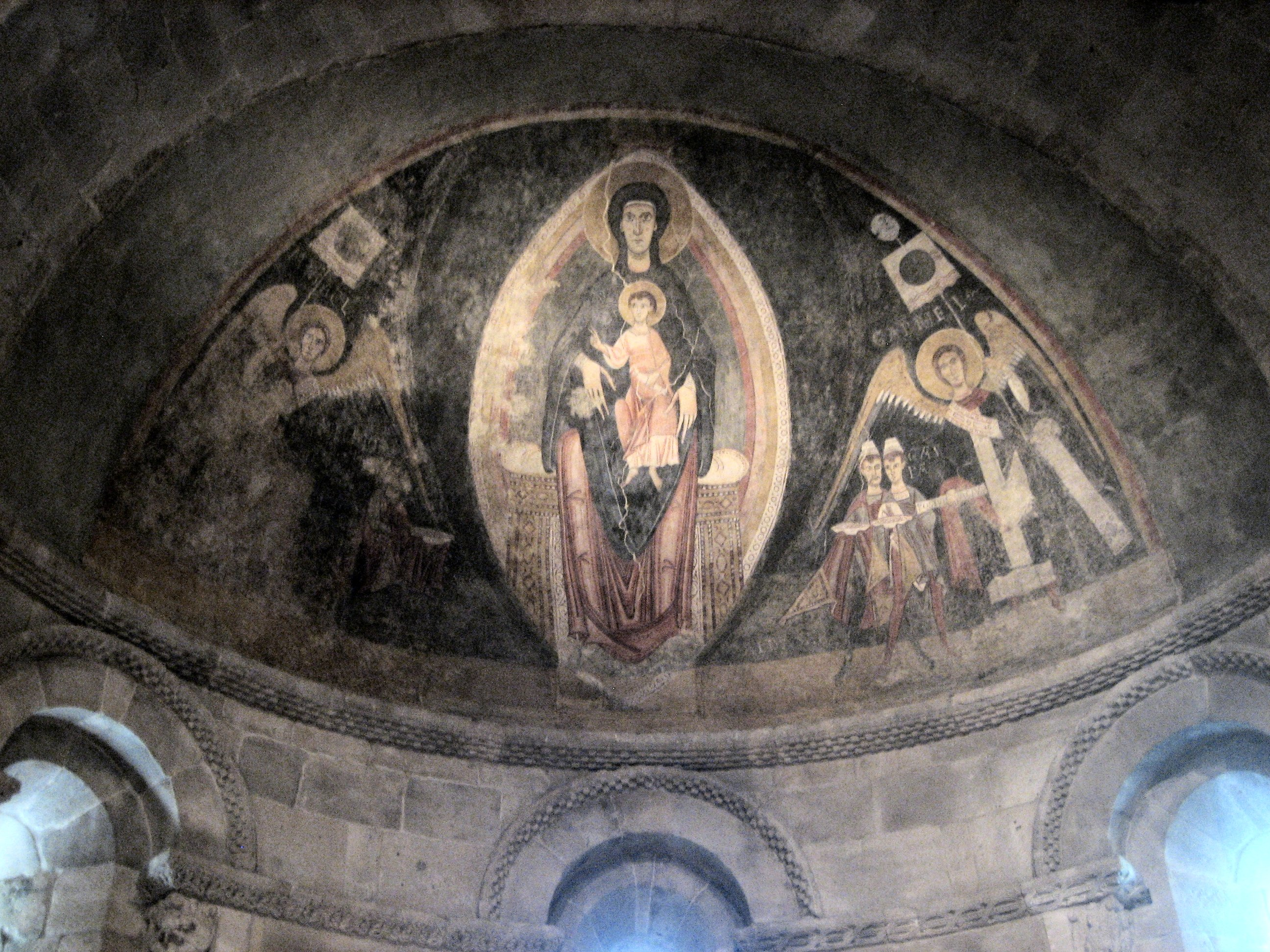
Master of Pedret, The Virgin and Child in Majesty and the Adoration of the Magi, apse fresco từ Tredòs, Val d'Aran, Catalonia, Tây Ban Nha, c. 1100, hiện tại được trưng bày tại The Cloisters ở thành phố New York.

Các nghệ sĩ thời kỳ này dùng màu sắc rất nổi bật, và chủ yếu là các màu chính. Trong thế kỷ 21: những màu này chỉ có thể được nhìn thấy trong độ sáng ban đầu của chúng trong kính màu và một vài bản thảo được bảo quản tốt. Kính màu trở nên được sử dụng rộng rãi, mặc dù những người sống sót rất ít. Trong một phát minh của thời kỳ này, các màng nhĩ của các cổng nhà thờ quan trọng đã được chạm khắc với các sơ đồ hoành tráng, thường là Christ in Majesty hoặc Last Judgement, nhưng được đối xử với nhiều tự do hơn các phiên bản vẽ, vì không có mô hình Byzantine tương đương.
Các tác phẩm thường có độ sâu nhỏ, và cần phải linh hoạt để được nén thành các hình dạng của chữ cái đầu được mô tả hóa, cột và tympanum của nhà thờ; sự căng thẳng giữa một khung chật kín, và từ đó bố cục đôi khi thoát ra ngoài, là một chủ đề lặp đi lặp lại trong nghệ thuật La Mã. Số liệu thường thay đổi kích thước liên quan đến tầm quan trọng của chúng. Bối cảnh phong cảnh, nếu cố gắng ở tất cả, gần với trang trí trừu tượng hơn là hiện thực - như trong những cái cây trong "Morgan Leaf". Tranh tượng chân dung hầu như không tồn tại.

## Bối cảnh
Trong thời kỳ này, châu Âu ngày càng thịnh vượng hơn, và nghệ thuật chất lượng cao nhất không còn bị giới hạn nữa, trái ngược với  thời Carolingian và Ottonian, nghệ thuật chỉ giới hạn ở các địa điểm hoàng gia và một số lượng nhỏ các tu viện. Các tu viện tiếp tục cực kỳ quan trọng, đặc biệt là các nhánh tôn giáo mới mở rộng ảnh hưởng trong thời kỳ này, như các dòng Cistercian, Cluniac và Carthusian đã lan rộng khắp châu Âu. Nhưng các nhà thờ thành phố, những nhà thờ trên các tuyến đường hành hương, và nhiều nhà thờ ở các thị trấn nhỏ và làng mạc được trang trí công phu theo tiêu chuẩn rất cao - đây thường là những công trình còn tồn tại, khi các nhà thờ và nhà thờ thành phố được xây dựng lại. Không có cung điện hoàng gia La Mã nào thực sự còn lại đến nay.